# Turnera bahiensis
Turnera bahiensis är en passionsblomsväxtart som beskrevs av Ignatz Urban. Turnera bahiensis ingår i släktet Turnera och familjen passionsblomsväxter. Utöver nominatformen finns också underarten T. b. truncata.